# Левицька-Шуквані Тетяна Олександрівна
Тетя́на Олекса́ндрівна Леви́цька-Шуква́ні (* 1990) — українська та грузинська (з 2019 року) борчиня-дзюдоїстка і самбістка.

## З життєпису
Народилась 1990 року. Почала займатися дзюдо і самбо 2002-го. Готувалася в Києві під керівництвом Ганни Каштанової та Віталія Самотуга. З 2011 року виступає в жіночій збірній України з дзюдо — легка вагова категорія до 57 кг. 2012 року не пройшла кваліфікацію на Олімпійські ігри в Лондоні.
З 2013 року перейшла до напівлегкої ваги до 52 кг, змагалася із Олександрою Старковою. 2016 року не пройшла кваліфікацію на Олімпіаду в Ріо-де-Жанейро. Разом із закінченням навчання в Сумському університеті імені А. С. Макаренка у 2017 році завершила кар'єру в збірній України. Грала в Туреччині, де зустріла Беткіля Шуквані, за якого згодом вийшла заміж. Від 2019 року представляла чоловікову Грузію.
2019 року здобула бронзову медаль на Кубку Європи.
Представляла Грузію на Олімпійських іграх-2020 — дзюдо; категорія до 52 кг.